# ليندسي سنيل
ليندسي سنيل صحفية أمريكية تغطي النزاعات والأزمات في الشرق الأوسط وشمال أفريقيا.

## الخلفية
أنتجت سنيل مقاطع فيديو وأفلام وثائقية تستخدمها إيه بي سي نيوز وإم إس إن بي سي وفتيس وشبكات ديسكفري الرقمية وفايس على HBO وOzy، وقد ظهر عملها المطبوع في فورين بوليسي وذا ديلي بيست ووكالة نورث برس ومجلة التحقيق.
في عام 2011، أنتجت سنيل الفيلم الوثائقي الطويل، مربع الهامور: عرابوا كنجة، والذي تم عرضه لأول مرة في مهرجان ساوث باي ساوث واست عام 2011.
كانت سنيل منتجةً مشاركة في الأفلام الوثائقية الطويلة رعاة البقر الكوكايين: معاد تحميل، لايملايت التي عرضت لأول مرة في مهرجان تريبيكا السينمائي عام 2011.
عملت كباحثة في الأفلام الوثائقية القصيرة 30 مقابل 30 بثتها إي إس بي إن مثل ذا يو (عام 2009) وحطم (عام 2012) ودورة تصادم: مقتل دون أرونو (عام 2013).

## كشف معلوماتها السرية من قبل القوميين الأتراك المتطرفين
في يونيو 2021، قبل عيد ميلادها مباشرة، تلقت رسائل مقلقة على تويتر عبر حساب يشير إلى منظمة الذئاب الرمادية التركية القومية المتطرفة. لقد حصلت هذه الحسابات على تاريخ ميلادها وعناوين منزلها القديمة. في إحدى التغريدات، كشفت الحسابات عن عنوانها الألماني الذي لم تكن متأكدة من كيفية الحصول عليه، لكن يشتبه في أن القائمين على الحسابات إما يعملون لصالح الحكومة الألمانية أو يعرفون شخصًا يستشهد بمعارضين أتراك أفادوا أنه يتجسس في ألمانيا نيابة عن الدولة التركية. أخيرًا بعد إبلاغ تويتر، تمت إزالة الرسائل، ولكن استمرت حسابات أخرى مؤيدة لحزب العدالة والتنمية التركي في وقت لاحق في تعميم تلك التغريدات.

## الخطف في سوريا والسجن في تركيا
في يوليو 2016، وأثناء عمل سنيل، اختطفتها جبهة النصرة، الفرع السابق للقاعدة بحلب في سوريا. لقد هربت من المجموعة بعد أكثر من أسبوعين في الأسر. بعد عبورها الحدود من سوريا إلى تركيا، اُعتقلت من قبل السلطات التركية في 6 أغسطس، وسُجنت لمدة 67 يومًا في سجني الإسكندرون وهاتاي شديد الحراسة، وقد اتهمتها خلالها وسائل الإعلام التركية بأنها عميلة لوكالة المخابرات المركزية واتهمتها بانتهاك قانون المنطقة العسكرية. تم الأفراج عن سنيل في أكتوبر 2016. في عام 2018، وأثناء سفرها إلى بغداد في العراق، حاولت تركيا دون جدوى اعتقال سنيل عبر إشعار نشرة الإنتربول.

## التدخل التركي في حرب مرتفعات قرة باغ عام 2020
في 22 سبتمبر 2020، أي قبل 5 أيام من حرب مرتفعات قرة باغ عام 2020، نشرت سنيل على حسابها في تويتر أن مرتزقة الجيش السوري الحر المدعوم من تركيا من فرقة الحمزة يتم إرسالهم إلى باكو عبر تركيا، لدعم القوات الأذربيجانية التي تقاتل من أجل مرتفعات قره باغ.

## الجوائز
في عام 2016، فازت سنيل بجائزة إدوارد ر.مورو عن فيلم وثائقي صورته في مدرسة للبنات في بحلب في سوريا بعنوان سوريا أجيال المستقبل.

## روابط خارجية
- ليندسي سنيل في قاعدة بيانات الأفلام على الإنترنت
- إشغال